# بيل إيمرسون (عازف بانجو)
بيل إيمرسون (بالإنجليزية: Bill Emerson)‏ هو عازف بانجو أمريكي، ولد في 22 يناير 1938.

## وصلات خارجية
- بيل إيمرسون على موقع ميوزك برينز (الإنجليزية)
- بيل إيمرسون على موقع أول ميوزيك (الإنجليزية)
- بيل إيمرسون على موقع ديسكوغز (الإنجليزية)